# Hilok (folyó)
A Hilok (oroszul: Хилок) folyó Oroszország ázsiai részén, az Bajkálontúli határterületen és Burjátföldön. A Szelenga jobb oldali mellékfolyója.

## Földrajz
Hossza: 840 km (ebből 625 km a Bajkálontúli határterületen), vízgyűjtő területe: 38 500 km², évi közepes vízhozama (a torkolattól 22 km-re) 101 m³/s.
A Vityim-felföldön 965 m magasságban, az egymás mellett elterülő Saksa- és Arahlej-tóból ered. Felső szakaszán számos más tóval is vízfolyás köti össze, köztük legnagyobb a forrástól 12 km-re délre fekvő Irgeny (33,2 km²). Felső- és középső folyása a Bajkálontúi határterülethez tartozik. Magas hegységekkel szegélyezett széles völgyben folyik nagyobb részt délnyugat felé. Völgyét kezdetben a Jablonovij-hegység és a Cagan-Hurtej vonulatai, lejjebb a Zaganszkij-hegység (északról) és a Malahanszkij-hegység (délről) zárja közre. 
Alsó folyásán, Burjátföldön, a Buj folyó torkolatától nyugatra, majd lejjebb éles kanyarulattal északra fordul. Onnantól a Hilok–Csikoj-medencében halad és a Cagan-Daban-hegység nyugati pereménél ömlik a Szelengába, 242 km-re annak torkolatától. (43 km-re a Szelenga másik mellékfolyója, a Csikoj beömlésétől).
Nyári árvize van, főként esővíz táplálja. Október végén vagy november elején befagy és április végéig jég borítja. A jégpáncél vastagsága a középső szakaszon legalább 135 cm, felső folyásán akár a 230 cm-t is elérheti. Középső folyásán az év első hónapjaiban fenékig befagy.

## Jelentősebb mellékfolyói
- Bal oldalon a Bludnaja (164 km) és az Ungo (189 km)
- Jobb oldalon az alsó szakaszon beömlő Szuhara (98 km)

## Települések a folyó mentén
- Hilok – város, járási székhely.
- Városi jellegű települések: Mogzon, Novopavlovka, Tarbagataj.

A folyó völgyében vezet a Transzszibériai vasútvonal Tarbagataj és Szohondo település közötti szakasza.